# Nevada il tiratore
Nevada il tiratore (Nevada) è un film muto del 1927 diretto da John Waters.

## Trama
Jim Lacey, detto Nevada, un pistolero abituato a farsi giustizia da solo, fa evadere Cash dalla prigione di Lineville. Tuttavia i due amici decidono d'allora in poi di vivere onestamente, e trovano impiego nella cittadina di Winthrop, dove nessuno li conosce, presso l'inglese Ben Ide, il cui ranch è ultimamente funestato dalle incursioni di una banda di ladri di bestiame, che sorprendentemente sembra conoscere in anticipo i vari spostamenti delle mandrie di Ide.
Mentre lo sceriffo di Winthrop riunisce un drappello di uomini armati per fronteggiare i ladri, Nevada viene adibito a guardia del corpo personale della sorella di Ben, Hettie, appena giunta dall'Inghilterra, con disappunto di Dillon, il proprietario di un ricco ranch vicino, che fa la corte alla ragazza. Hettie e Nevada, nella situazione, sviluppano un reciproco legame.
Ma lo sceriffo di Lineville giunge al ranch sulle tracce di Nevada e Cash, che fuggono, accampandosi per la notte nei pressi del covo dei ladri di bestiame: non è difficile per i due amici, data la loro reputazione fra i fuorilegge, farsi arruolare nella banda comandata da Cawthorne, l'unico ad aver visto in faccia il capo supremo. In realtà Nevada, dopo essersi assicurato di pareggiare i propri conti con la giustizia patteggiando con lo sceriffo, gli rivela importanti informazioni sul prossimo colpo programmato dai malviventi.
I ladri cadono quindi in un agguato, e Cash, colpito da una fucilata dal grande capo della banda, prima di spirare fa in tempo a rivelarne l'identità a Nevada: è nient'altri che Dillon. Quest'ultimo non esita neppure a sparare a sangue freddo a Cawthorne, l'unico che potrebbe testimoniare contro di lui, per poi, in uno scontro armato, essere catturato dal ferito Nevada, che lo consegna alla giustizia. A Nevada mancano tuttavia le prove, ma lo sceriffo arresta Dillon, che è stato denunciato da Cawthorne, colpito ma non ucciso. Nevada, ora non più ricercato, si riunisce ad Hettie.